# كريستوف ليونار
كريستوف ليونار (بالفرنسية: Christophe Léonard)‏ مواليد 3 يناير 1990 في مارتينيك، فرنسا، هو لاعب كرة سلة فرنسي. بدأ مسيرته الاحترافية في سنة 2008. يلعب في الدوري الفرنسي لكرة السلة الدرجة الثانية. يحمل الرقم 12. لعب مع شوليه باسكت وإس تي بي لو هافر.

## روابط خارجية
- كريستوف ليونار على موقع الاتحاد الدولي لكرة السلة (الإنجليزية)
- كريستوف ليونار على موقع الدوري الأوروبي لكرة السلة (الإنجليزية)
- كريستوف ليونار على موقع كرة السلة الأوروبية.كوم (الإنجليزية)
- كريستوف ليونار على موقع ريلجم (الإنجليزية)
- كريستوف ليونار على موقع بروبوليرز (الإنجليزية)
- كريستوف ليونار على موقع سبورتس رفرنس (الإنجليزية)